# Ghiacciaio Montgomerie
Il ghiacciaio Montgomerie (talvolta scritto anche "Montgomery") è un ghiacciaio tributario lungo circa 19 km situato sulla costa di Shackleton, all'interno della regione sud-occidentale della Dipendenza di Ross, nell'Antartide orientale. Il ghiacciaio, il cui punto più alto si trova a circa 2200 m s.l.m., fluisce verso nord partendo dal versante settentrionale del picco Pagoda, nei monti della Regina Alessandra, e scorrendo a fianco del versante occidentale della cresta Hampton  fino a unire il proprio flusso quello del ghiacciaio Lennox-King.

## Storia
Il ghiacciaio Montgomerie è stato scoperto durante la spedizione Nimrod (conosciuta anche come spedizione antartica britannica 1907-09), condotta dal 1907 al 1909 e comandata da Ernest Henry Shackleton, ma è stato così battezzato solo in seguito dai membri del reparto settentrionale di una spedizione neozelandese di esplorazione antartica effettuata nel 1961-62 in onore di John Montgomerie, uno degli esploratori facenti parte di quella squadra.